# 松山市の歌
- 日本 > 都道府県 > 愛媛県 > 松山市 > 松山市の歌
- 日本 > 市町村 > 市町村歌 > 愛媛県の市町村歌一覧 > 松山市の歌

「松山市の歌」（まつやましのうた）は、愛媛県松山市が制定した市歌である。作詞・大野志津根、作曲・芥川也寸志。

## 解説
松山市では1926年（大正15年）2月に温泉郡の4村を編入して市域を拡大した際に祝歌として「大松山市の歌」が作られていたが、作詞・作曲者は不詳であり戦後は演奏が途絶えてしまった。そのため、1970年代半ばまで四国の他3県庁所在地と異なり市歌は「未制定」とされて来たが、1975年（昭和50年）に市長へ就任した中村時雄は「市民の心の寄りどころとして愛唱歌は是非とも必要である」として1979年（昭和54年）の市制90周年を機に市歌を制定する方針を表明し、歌詞の懸賞募集を実施した。
審査の結果、当時市内在住の主婦であった大野志津根の応募作品が入選採用された。制定意義は「人と人との結びつきの必要性、市の自然の豊かさや歴史・文化をテーマに、笑顔が広がる松山市を表現」したものとされる。1979年（昭和54年）2月21日の市制90周年記念式典で初演奏が行われ、ポリドールに製造を委託したソノシートを出席者に配布、後日に同内容のシングル盤も作成された。ジャケットには中村の市歌制定に至る動機を語る挨拶と、作詞者の大野・作曲者の芥川也寸志および創唱者となった歌手の島田祐子の写真が掲載されている。
松山市は平成の大合併において北条市と温泉郡中島町を編入合併したが、市町歌の扱いに関しては合併協議会において確認の対象に含まれなかった。新設合併方式ではなく従来の松山市の法人格がそのまま引き継がれている関係上、従前通り「松山市の歌」が市歌として演奏されている。合併後の2012年（平成24年）4月からは、市内を巡回するごみ収集車が市歌を演奏するようになった。